# Eopholidophorus forojuliensis
Eopholidophorus forojuliensis è un pesce osseo estinto, appartenente ai folidoforiformi. Visse nel Triassico superiore (Norico inferiore, circa 215 milioni di anni fa) e i suoi resti fossili sono stati ritrovati in Italia.

## Descrizione
Questo piccolo pesce non superava i 10 centimetri di lunghezza, e possedeva un corpo affusolato come tutti i folidoforiformi. Era caratterizzato principalmente dalla presenza di un rostro munito di denti e di ossa nasali contigue, che separavano il rostro dalla punta delle ossa frontali. Le ossa del dermascheletro e le scaglie erano rivestite di ganoina, generalmente liscia; il margine posteriore delle ossa della testa era liscio, mentre le scaglie possedevano un margine posteriore dentellato. I denti erano piccolissimi e aghiformi, simili a quelli presenti in Pholidophorus, Pholidoctenus e Lombardichthys. Gli esemplari adulti presentano una riduzione della ganoina nelle scaglie, come avviene anche in Pholidorhynchodon. 

## Classificazione
Eopholidophorus è un rappresentante dell'ordine dei folidoforiformi (Pholidophoriformes), un gruppo di pesci ossei considerati alla base del gruppo dei teleostei. All'interno del gruppo, sembra che Eopholidophorus fosse già abbastanza derivato, all'interno della famiglia Pholidophoridae; secondo Zambelli, l'autore della prima descrizione, Eopholidophorus apparterrebbe alla sottofamiglia Pholidophorinae, dei quali risulterebbe il membro più antico. 
Eopholidophorus forojuliensis venne descritto per la prima volta nel 1989, sulla base di resti fossili ben conservati provenienti dalla Val Seazza, in provincia di Udine, nei pressi di Preone. 